# 中環蛺蝶
中環蛺蝶（學名：Neptis hylas，別名：琉球三線蝶、薄翅草蝶、木三線蛺蝶、秋蛺蝶）在台灣又名豆環蛺蝶，是屬於蛺蝶科的一種蝴蝶，是環蛺蝶屬的一種。廣泛分佈於東洋界包括印度至日本及東南亞。模式產地為中國廣東。成蟲全年可見，愛訪花、吸腐和吸水；幼蟲的寄主主要為豆科植物。

## 分佈
中國（廣東、海南、廣西、雲南、陝西、河南、四川、香港等）、台灣、印度、緬甸、越南、馬來西亞、印度尼西亞。

## 形態

### 幼期
卵有蜂巢形狀刻紋，細刺短，顏色會從淺藍色變成淺綠，幾天之後頂部變成黃綠色，此爲蝶卵發育的顏色。小幼蟲體表毛列較密，長，多在明亮處；終齡幼蟲毛列密，體色有綠色色澤。蛹頭前的突起較尖，前翅有長方形及三角形褐斑。
| - 卵 - 幼蟲 |

### 成蟲
軀體背側黑褐色，有虹彩狀金屬光澤，腹側白色。雄蝶前足節癒合，被長毛，雌蝶則分節，疏被毛。
雌雄斑紋相似。前翅近三角形，前緣及外緣略呈弧形，外緣翅脈端略突出而略作鋸齒狀；後翅近圓形，外緣翅脈端略突出而略作鋸齒狀。
翅背面底色黑褐色，翅面有明顯的白色帶紋，條紋及斑點。前翅中室內有一白條，其末端截斷狀，近末端處另有一斷痕。白條外側有一白色眉形紋。白色中央斑列鮮明而作弧形排列。亞外緣有約略與外緣平行之白色點列。後翅內側與外側各有一白色帶紋，外側帶翅脈明顯覆黑褐色鱗而呈切割狀。
翅腹面底色大部分為黃褐色，其上於翅背面白紋相應位置亦有白紋，此等白紋均鑲黑色細邊，後翅兩白帶間及外緣另有白線紋。外緣線紋雙重。後翅翅基處有兩道白色細條紋。旱季個體翅膀腹面底色較暗，白紋所鑲的黑色細邊減退、不鮮明。緣毛黑白相間。雄蝶於後翅背面前緣附近具灰色及銀灰色性標，雌蝶則無。

## 習性

### 幼期
小幼蟲會將葉肉吃掉留下粗硬的葉脈，將葉片咬成連綴之碎片狀，形成簾狀構造，兩旁還掛著一些乾枯的小葉片，而幼蟲就停棲在食痕處，當幼蟲體型愈來愈大會把葉片的葉柄咬傷，並在葉柄處吐絲，使這些枯黃的葉片仍垂掛在寄主植物上，而幼蟲就躲藏在這些枯葉間，有時蛹也會化於枯葉附近。
幼蟲的寄主植物包括：
| 豆科 Fabaceae      | 刀豆屬 Canavalia（白刀豆 C. ensiformis）、豬屎豆屬 Crotalaria（豬屎豆 C. pallida）、山螞蝗屬 Desmodium（小槐花 D. caudatum、大葉山螞蝗 D. gangeticum、假地豆 D. heterocarpon、異葉山螞蝗 D. heterophyllum）、千斤拔屬 Flemingia、乳豆屬 Galactia（乳豆 G. tenuiflora）、香豌豆屬 Lathyrus、胡枝子屬 Lespedeza（胡枝子 L. bicolor）、崖豆藤屬 Millettia（老荊藤 M. reticulata）、黎豆屬 Mucuna、Paracalyx、四棱豆屬 Psophocarpus、葛屬 Pueraria（葛 P. lobata、山葛 P. montana）、鹿霍屬 Rhynchosia、葫蘆茶屬 Tadehagi、豇豆屬 Vigna（短豇豆 V. catjang）、木莢豆屬 Xylia |
| 榆科 Ulmaceae      | 櫸屬 Zelkova（櫸樹 Z. serrata） |
| 大麻科 Cannabaceae | 山黃麻屬 Trema（光葉山黃麻 T. cannabina）、朴屬 Celtis（C. boninensis） |
| 錦葵科 Malvaceae   | 梵天花屬 Urena（地桃花 U. lobata） |
| 椴樹科 Tiliaceae   | 扁擔杆屬 Grewia、刺蒴麻屬 Triumfetta、黃麻屬 Corchorus |
| 木棉科 Bombacaceae | 木棉屬 Bombax、山芝麻屬 Helicteres |

### 成蟲
一年多代。成蝶全年四季可見。出沒於海拔0-2300米地區的常綠闊葉林及海岸林林中及林緣、荒地和河川沿岸，常常沿著有陽光照耀的森林邊緣和林路飛行。成蝶飛行緩慢，會在一般視線水平的高度以滑翔飛行。有訪花性，也會聚集在動物糞便和屍體上並吸水。雄蝶有領域性，會互相追逐；雌蝶確認寄主後會停在葉片上，面向著葉柄基部並向葉片尖端倒退，到葉片尖端時會彎曲腹部產下淺藍色的卵，但葉上下表面偶爾也能發現卵。
| - 訪花 - 吸水 - 交尾 |

## 亞種
- N. h. hylas

- 指名亞種，分佈於中國西部至東南部、香港

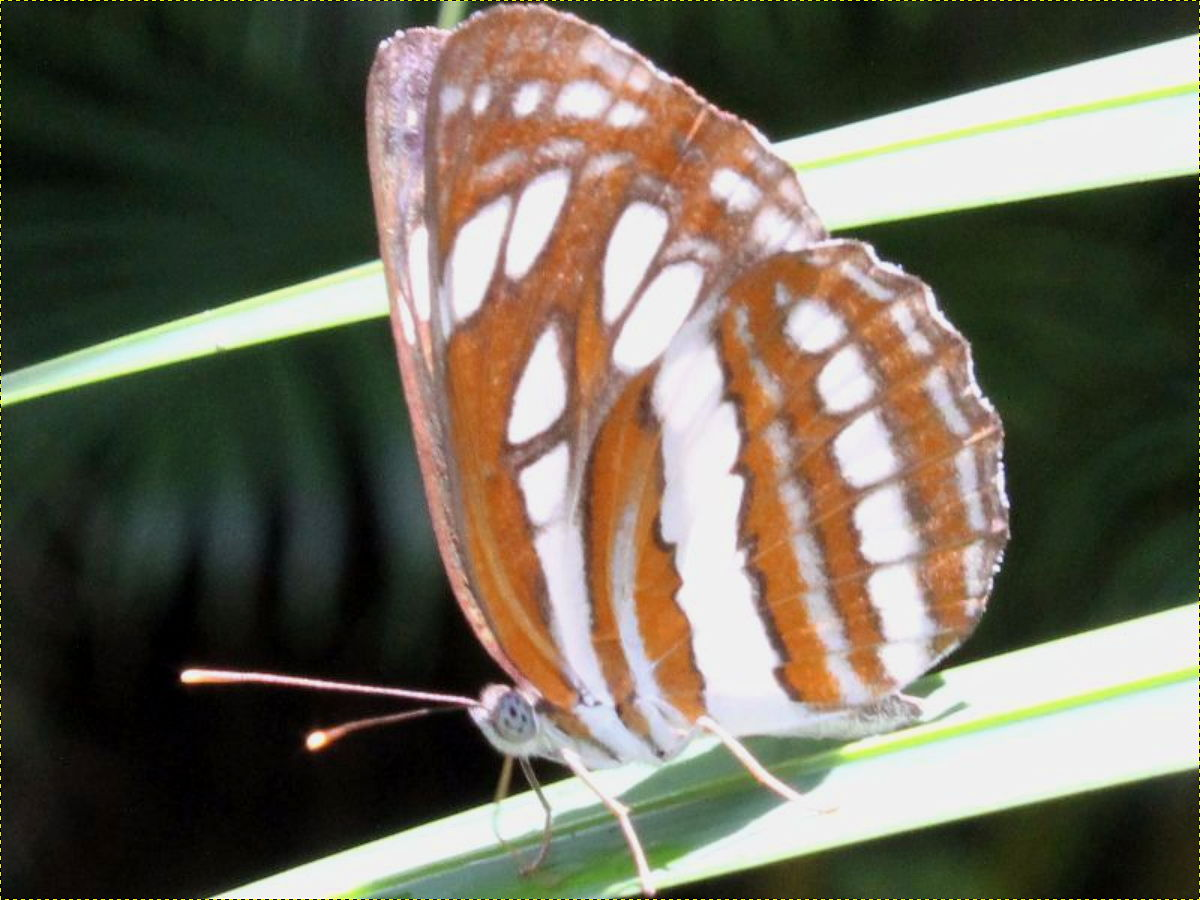
N. h. luculenta

- N. h. luculenta Fruhstorfer, 1907

- 台灣亞種，分佈於台灣及日本琉球群島
- N. h. kamarupa Moore, [1875]

- 雲南亞種，分佈於尼泊爾、印度阿薩姆邦至泰國、中南半島及中國雲南
- N. h. hainana Moore, 1878

- 海南亞種，分佈於中國海南

## 文獻
- Butler, A.G.,[1879] : The Butterflies of Malacca. Trans. linn. Soc. Lond., (2)Zool. 1(8):533-568, pl.66-69.
- Butler, 1883; On a collection of Indian Lepidoptera received from Lieut.-Colonel Charles Swinhoe; with numerous notes by the collector Proc. zool. Soc. Lond. 1883 (2): 145, pl. 24, f. 9
- Fruhstorfer, 1907, Neues über eine alte Neptis Int. ent. Zs. 1 (21): 149
- Fruhstorfer, 1908, Versuch einer monographischen Revision der Indo-Australischen Neptiden Stettin ent. Ztg 69 (2): 287, 257 #13
- Grunberg, K.,1908 : Eineige neue Lepidopteren-formen von den Sunda-Inseln. Sber. Ges. naturf. Freunde Berl. 1908:286-291, 1fig.
- Verity, 1950; Le Farfalle diurn. d'Italia 4: 39
- Eliot, 1969, An analysis of the Eurasian and Australian Neptini (Lepidoptera: Nymphalidae) Bull. Brit. Mus. nat. Hist. (Ent.) Suppl. 15: 60
- 羅益奎, 許永亮. 郊野情報蝴蝶篇. 香港: 漁農自然護理署. 2004年. ISBN 9621428432. （繁體中文）
- 潘瑞輝, 楊英豪. 香港蝴蝶百科 辨蝶篇. 香港: 香港鱗翅目學會. 2012年6月. ISBN 9789628694372. （繁體中文）

## 外部連結
- 维基共享资源上的相關多媒體資源：中環蛺蝶
- Neptis hylas（页面存档备份，存于） - Catalogue of Life （英文）
- Neptis hylas - funet.fi （英文）
- Neptis hylas（页面存档备份，存于） - Lepiforum （德文）